# Marcel Schäfer
Marcel Schäfer (Aschaffenburg, 7 de junho de 1984) é um ex-futebolista alemão que atuou como lateral-esquerdo. Atualmente é diretor esportivo do Wolfsburg.

## Títulos
Wolfsburg
- Campeonato Alemão: 2008–09
- Copa da Alemanha: 2015